# Casa Civil (Brasil)
| Casa Civil                                                                                  |                                 |
| Praça dos Três Poderes, Palácio do Planalto, 4º andar - Brasília www.gov.br/casacivil/pt-br |                                 |
| Criação                                                                                     | 1 de dezembro de 1938 (86 anos) |
| Visão do Palácio do Planalto                                                                |                                 |
| Visão do Palácio do Planalto                                                                |                                 |
| Atual ministro                                                                              | Rui Costa                       |

No Brasil, a Casa Civil é o órgão diretamente ligado ao chefe do poder executivo federal. Por fazer parte da estrutura do poder executivo, pode possuir status de ministério, conforme se refira ao poder executivo federal, respectivamente.
Devido à ligação direta com o chefe do Poder Executivo nos sistemas de governo presidencialistas, o chefe da Casa Civil geralmente é considerado o ministro mais importante, podendo ser comparado à figura do primeiro-ministro dos sistemas parlamentaristas; entretanto, as funções de primeiro-ministro são efetivamente exercidas pelo Presidente da República em um regime presidencialista, em que o presidente é ao mesmo tempo Chefe de Governo e Chefe de Estado.
De uma maneira bem ampla, o ministro da Casa Civil é o que tem a função de ajudar o governo a gerenciar e integrar todas as suas funções. O atual ministro da Casa Civil é Rui Costa (PT).

## Atribuições

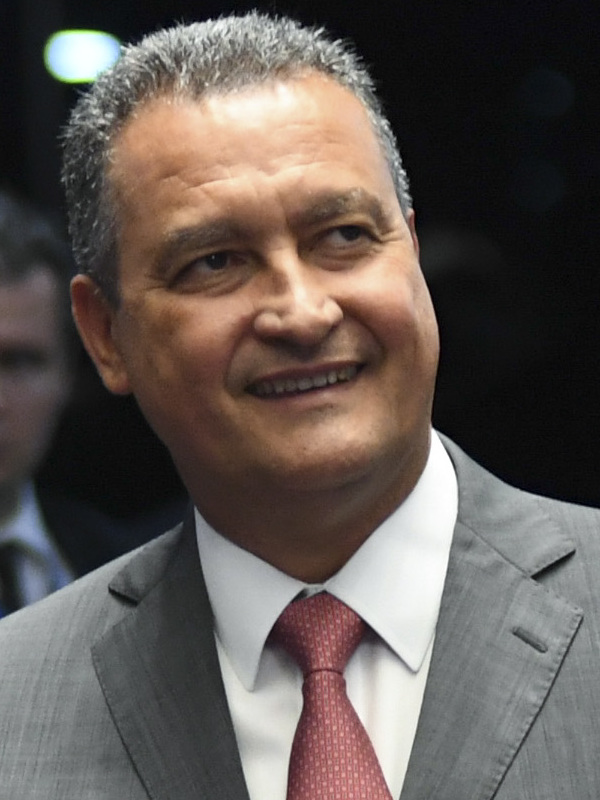
Rui Costa, atual ministro da Casa Civil

As atribuições básicas de uma Casa Civil envolvem o assessoramento direto do Chefe do Poder Executivo na coordenação de ações de governo, inclusive de outros ministérios. Também são responsáveis pela avaliação das propostas legislativas que o Chefe do Executivo encaminha ao Poder Legislativo, além de cuidar da publicação de atos oficiais do governo.
Segundo a Medida Provisória nº 1.154, de 1º de janeiro de 2023, a Casa Civil tem como área de competência assistir diretamente o Presidente da República no desempenho de suas atribuições, especialmente:
- I - coordenação e integração das ações governamentais;
- II - análise do mérito, da oportunidade e da compatibilidade das propostas, inclusive das matérias em tramitação no Congresso Nacional, com as diretrizes governamentais;
- III - avaliação e monitoramento da ação governamental e da gestão dos órgãos e das entidades da administração pública federal;
- IV - coordenação e acompanhamento das atividades dos Ministérios e da formulação de projetos e políticas públicas;
- V - coordenação, monitoramento, avaliação e supervisão das ações do Programa de Parcerias de Investimentos e apoio às ações setoriais necessárias à sua execução;
- VI - implementação de políticas e de ações destinadas à ampliação da infraestrutura pública e das oportunidades de investimento e de emprego;
- VII - coordenação, articulação e fomento de políticas públicas necessárias à retomada e à execução de obras de implantação dos empreendimentos de infraestrutura considerados estratégicos;
- VIII - verificação prévia da constitucionalidade e da legalidade dos atos presidenciais;
- IX - coordenação do processo de sanção e veto de projetos de lei enviados pelo Congresso Nacional;
- X - elaboração e encaminhamento de mensagens do Poder Executivo federal ao Congresso Nacional;
- XI - análise prévia e preparação dos atos a serem submetidos ao Presidente da República;
- XII - publicação e preservação dos atos oficiais do Presidente da República;
- XIII - supervisão e execução das atividades administrativas da Presidência da República e, supletivamente, da Vice-Presidência da República; e
- XIV - acompanhamento da ação governamental e do resultado da gestão dos administradores, no âmbito dos órgãos integrantes da Presidência da República e da Vice-Presidência da República, além de outros órgãos determinados em legislação específica, por intermédio da fiscalização contábil, financeira, orçamentária, operacional e patrimonial.